# Saint-Appolinard, Loire
Saint-Appolinard är en kommun i departementet Loire i regionen Auvergne-Rhône-Alpes i centrala Frankrike. Kommunen ligger i kantonen Pélussin som tillhör arrondissementet Saint-Étienne. År 2022 hade Saint-Appolinard 705 invånare.

## Befolkningsutveckling
Antalet invånare i kommunen Saint-Appolinard
| Referens: INSEE |